# Le Samyn 2025
De Belgische wielerwedstrijd Le Samyn vond plaats op 4 maart 2025 en kende zowel een editie bij de mannen als bij de vrouwen.

## Mannen
Bij de mannen werd de 57e editie verreden van deze Belgische eendagswedstrijd. Titelverdediger was de Belg Laurenz Rex die al sprintend won namens Intermarché-Wanty. Deze editie in 2025 werd eveneens beslecht in een sprint met zo'n twintig renners. Een van de favorieten Mathieu van der Poel bleek hier na een koers van vier uur en twintig minuten de sterkste renner. Van der Poel won eerder al in het seizoen van het veldrijden al alle acht de wedstrijden waar hij aan deelnam. Door zijn zege in Le Samyn won hij direct bij zijn eerste wedstrijd op de weg van 2025. Naast Van der Poel stonden de Fransen Paul Magnier en Emilien Jeannière op het podium. Jenthe Biermans finishte als beste Belg, hij kwam als vierde over de eindstreep.
De wedstrijd was onderdeel van de UCI Europe Tour.

### Uitslag
| Plaats  | Naam                 | Ploeg                       | tijd     |
| ------- | -------------------- | --------------------------- | -------- |
| Winnaar | Mathieu van der Poel | Alpecin-Deceuninck          | 4u19'39" |
| 2       | Paul Magnier         | Soudal Quick-Step           | z.t.     |
| 3       | Emilien Jeannière    | Team TotalEnergies          | z.t.     |
| 4       | Jenthe Biermans      | Arkéa-B&B Hotels            | z.t.     |
| 5       | Lewis Askey          | Groupama-FDJ                | z.t.     |
| 6       | Stian Fredheim       | Uno-X Mobility              | z.t.     |
| 7       | Hugo Hofstetter      | Israel Premier Tech Academy | z.t.     |
| 8       | Alessandro Romele    | XDS Astana Team             | z.t.     |
| 9       | Amaury Capiot        | Arkéa-B&B Hotels            | z.t.     |
| 10      | Lukáš Kubiš          | Unibet Tietema Rockets      | z.t.     |

## Vrouwen
Bij de vrouwen reden de deelneemsters de veertiende editie van deze wedstrijd. Titelverdedigster was de Italiaanse Vittoria Guazzini, die deze editie niet deelnam. Haar opvolgster werd de Nederlandse Lorena Wiebes die in een sprint om de zege de Zwitserse Linda Zanetti en Ierse Lara Gillespie achter zich liet voor het podium.

### Uitslag
| Plaats  | Naam                    | Ploeg                             | tijd     |
| ------- | ----------------------- | --------------------------------- | -------- |
| Winnaar | Lorena Wiebes           | Team SD Worx-Protime              | 3u10'35" |
| 2       | Linda Zanetti           | Uno-X Mobility                    | z.t.     |
| 3       | Lara Gillespie          | UAE Team ADQ                      | z.t.     |
| 4       | Gladys Verhulst-Wild    | AG Insurance-Soudal Team          | z.t.     |
| 5       | Georgia Baker           | Liv AlUla Jayco                   | z.t.     |
| 6       | Christina Schweinberger | Fenix-Deceuninck Development Team | z.t.     |
| 7       | Marjolein van 't Geloof | Arkéa-B&B Hotels                  | z.t.     |
| 8       | Amber Kraak             | FDJ-Suez                          | z.t.     |
| 9       | Letizia Paternoster     | UAE Team ADQ                      | z.t.     |
| 10      | Anneke Dijkstra         | VolkerWessels                     | z.t.     |

1968 · 1969 · 1970 · 1971 · 1972 · 1973 · 1974 · 1975 · 1976 · 1977 · 1978 · 1979 · 1980 · 1981 · 1982 · 1983 · 1984 · 1985 · 1986 · 1987 · 1988 · 1989 · 1990 · 1991 · 1992 · 1993 · 1994 · 1995 · 1996 · 1997 · 1998 · 1999 · 2000 · 2001 · 2002 · 2003 · 2004 · 2005 · 2006 · 2007 · 2008 · 2009 · 2010 · 2011 · 2012 · 2013 · 2014 · 2015 · 2016 · 2017 · 2018 · 2019 · 2020 · 2021 · 2022 · 2023 · 2024 · 2025